# François Moulin
Pour les articles homonymes, voir Moulin (homonymie).
François Moulin est un journaliste et écrivain français né à Paris le 8 août 1959 et mort le 12 août 2012 à Nancy,.

## Biographie
Il commence sa carrière de journaliste à la Nouvelle Action royaliste dont il assure le secrétariat de rédaction. Il poursuit ensuite sa carrière à L'Est républicain avant de créer la maison d'édition Renaudot à Nancy en 2011.
Titulaire d'un master de sciences de l'information pour ses travaux sur la déontologie des médias (Histoire et analyse des chartes rédactionnelles), chargé de cours à l'Université Nancy-II, François Moulin développe une analyse des médias bâtie sur l'expérience du traitement des faits divers qu'il a suivis. Sa position critique porte sur l'absence d'une éthique clairement identifiable dans la profession liée au fait que les journalistes sont majoritairement des salariés et non des libéraux, soumis pour certains à des codes (professionnels de santé, avocats...) et d'autre part sur le fait qu'une opposition reste très marquée sur ces questions de déontologie entre les dirigeants des entreprises de presse et les rédacteurs. Il plaide, comme le Syndicat national des journalistes, pour l'adoption d'un code de déontologie adossé à la convention collective des journalistes avec comme garant la commission de la carte de presse, dont il a été correspondant en Lorraine pendant une dizaine d'années. 
Il est également l'auteur depuis 1999 d'une vingtaine d'ouvrages sur l'histoire et le patrimoine de la Lorraine, où il vivait, dont plusieurs ont été couronnés par des prix.

## Publications
- Fermes-auberges en Lorraine, Nancy, Éditions de l'Est, coll. « Guide Poche », 1996, 45 p. (ISBN 2-7165-0389-3).
- Art nouveau, l'épopée lorraine  (avec Alain Dusart), Nancy, Éditions de l'Est, 1998, 141 p. (ISBN 2-7165-0455-5).
- Petites fugues en Lorraine et alentour  (ill. Alexandre Wimmer, avec Pierre Lawless et Pascal Schweitzer), Strasbourg, La Nuée bleue, 2000, 319 p. (ISBN 9782812900679).
- Grand Nancy : le guide  (avec Alain Dusart), Paris, Messene, coll. « Villes visitées », 2000, 240 p. (ISBN 2-84549-005-4).
- Jean Prouvé : le maître du métal, Nancy, Éditions de l'Est, 2001, 237 p. (ISBN 2-7165-0381-8).
- L'appel de Lunéville : pour la résurrection du Versailles lorrain  (avec Michel Vagner), Heillecourt, Éditions de l'Est, 2003, 205 p.
- Le Mangeur lorrain : l'art du bien manger à l'époque des Lumières  (avec Michel Million), Nancy, Éditions de l'Est, 2004, 159-XXX p. (ISBN 2-7165-0630-2).
- L'Affaire Weber : chronique d'un procès d'assises, Haroué, Gérard Louis, 2005, 238 p. (ISBN 2-914554-61-3).
- Loritz : histoire d'un lycée pionnier  (avec Jean Montacié et Jean-Marc Galmiche), Nancy, OML, 2006, 211 p. (ISBN 2-914516-12-6).
- Les enfants de la Grande guerre : 90 ans après, Lorrains et Alsaciens se souviennent : Verdun, 1916-2006, Strasbourg, La Nuée bleue, 2010, 143 p.
- Le Peuple du fer : mineurs et sidérurgistes du bassin de Neuves-Maisons  (Prix Victor Hugo), Strasbourg, La Nuée bleue, 2006, 125 p. (ISBN 2-7165-0683-3).
- Ségolène Royal, un destin français, Strasbourg, La Nuée bleue, 2007, 220 p. (ISBN 978-2-7165-0245-0).
- Lettres de poilus : correspondances et récits de combattants lorrains et comtois  (avec Annick Genevaux et al.), Nancy, OML, 2008, 219 p.
- L'Est républicain : chronique d'un quotidien, 1889-2009  (avec Jérôme Estrada), Houdemont, Comité d'entreprise de L'Est républicain, 2009, 119 p. (ISBN 978-2-7466-0697-5).
- Lorraine, années noires : occupation, annexion, de la collaboration à l'épuration  (Prix Léopold), Strasbourg, La Nuée bleue, 2009, 392 p. (ISBN 9782716505970).
- 120 ans, 120 unes : pour revivre les grands événements de 1889 à nos jours  (avec Jérôme Estrada), Houdemont, L'Est républicain, coll. « Hors-série de l'Est Républicain », 2009, 151 p.
- 100 ans de faits divers : les grandes affaires criminelles de Lorraine, Franche-Comté, Alsace, t. 1, Heillecourt, L'Est républicain, coll. « Hors-série de l'Est Républicain », 2009, 152 p.
- 100 ans de faits divers : 100 ans de grands procès, crimes et affaires d'État devant les cours d'assises et de justice, t. 2, Heillecourt, L'Est républicain, coll. « Hors-série de l'Est Républicain », 2009, 152 p.
- Les Grandes affaires criminelles des Vosges, Sayat, De Borée, 2010, 329 p. (ISBN 9782812900679).
- L'Épopée du fer : 1910-2010 : 100 ans de métallurgie en Lorraine, Strasbourg, La Nuée bleue, 2010, 159 p.
- 100 ans dans l'Est : images et évènements de la Belle époque à nos jours en Lorraine et Franche-Comté  (avec Jérôme Estrada), Heillecourt, L'Est républicain, 2010, 151 p.
- Lorraine, le petit livre des idées reçues  (ill. Philippe Delestre, avec Jérôme Estrada), Heillecourt, L'Est républicain, coll. « Hors-série de l'Est Républicain », 2010.
- 1914, la guerre est déclarée  (avec Jérôme Estrada), Heillecourt, L'Est républicain, coll. « Grande guerre », 2010, 96 p.
- 1915, la guerre d'usure  (avec Jérôme Estrada), Heillecourt, L'Est républicain, coll. « Grande guerre », 2011, 96 p.
- Nos écoles de Nancy  (avec Jean Montacié), Nancy, Renaudot, 2011, 253 p. (ISBN 9791090611009)
- Récits de la Grande Guerre, 1918-2008, Heillecourt, L'Est républicain, coll. « Cahiers de l'Est Républicain », 2011, 100 p.
- Histoire des Lorrains : 100 lieux pour comprendre  (avec Jérôme Estrada), t. 1, Heillecourt, L'Est républicain, 2011, 144 p.
- La Lorraine à l'heure allemande : journal de Georges Petitjean tenu sous l'Occupation à Nancy, 1940-1942, t. 1, Nancy, Renaudot, 2012, 227 p. (ISBN 9791090611023).
- Les Grandes affaires criminelles de Lorraine  (avec Alain Fisnot et al.), Sayat, De Borée, 2014, 427 p. (ISBN 9782812900679).